# Muškovina
Muškovina (en serbe cyrillique : Мушковина) est un village de Serbie situé dans la municipalité de Prijepolje, district de Zlatibor. Au recensement de 2011, il comptait 19 habitants.

## Démographie
| 1948 | 1953 | 1961 | 1971 | 1981 | 1991 | 2002 | 2011 |
| ---- | ---- | ---- | ---- | ---- | ---- | ---- | ---- |
| 135  | 145  | 159  | 125  | 93   | 50   | 34   | 19   |

|  |